# A.A.S.R. Skøll

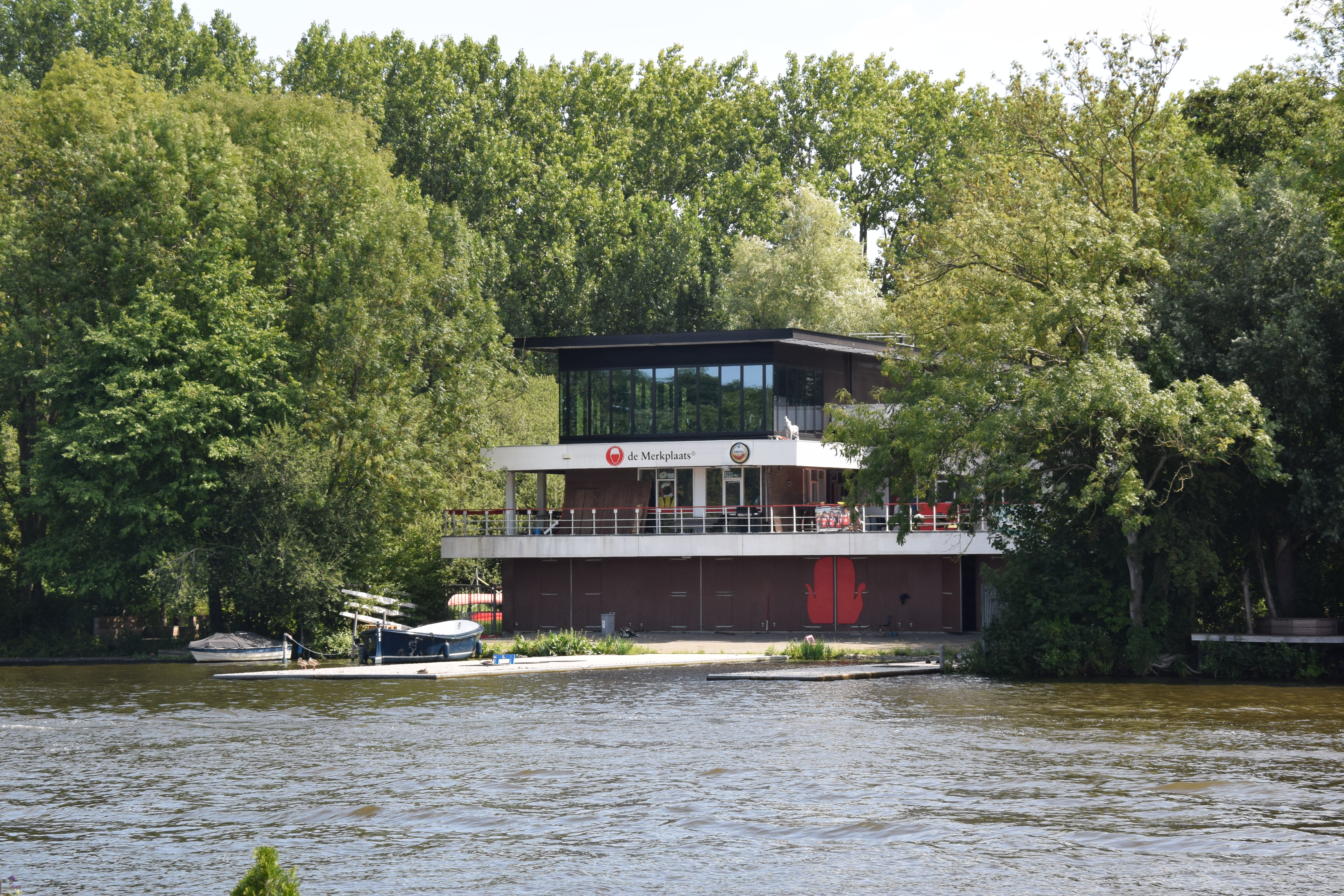
Het gebouw aan de Amstel van Roeivereniging Skøll

De Algemene Amsterdamse Studenten Roeivereniging Skøll is een Amsterdamse studentenroeivereniging. Skøll is de grootste studentenroeivereniging van Nederland en na het ASC/AVSV de grootste studentenvereniging van Amsterdam.

## Geschiedenis
De vereniging werd opgericht op 3 november 1966 als tegenhanger van ASR Nereus, waarvoor toen nog het corpslidmaatschap vereist was om lid te kunnen worden.
Door snelle groei ontstond de behoefte aan een eigen loodsruimte en een eigen sociëteit. Op 22 februari 1971 werd de eerste paal van het Universitair Botenhuis in de grond geslagen, waarvoor door de universiteit een bedrag 500.000 gulden beschikbaar was gesteld. In 1995 werd het botenhuis door de universiteit voor één gulden aan Skøll verkocht.
Na 1974 was Skøll vooral sterk in het competitie- en clubroeien. Men realiseerde zich echter dat de grootte en de prestaties van een wedstrijdafdeling vrij bepalend zijn voor het beeld van de vereniging naar buiten toe en voor de activiteit op de vereniging zelf. Op dat moment waren er niet meer dan 4 of 5 wedstrijdroeiers op Skøll. Na het vierde lustrum veranderde daarom de koers van de vereniging. Er werd getracht het peil van het wedstrijdroeien op Skøll op te krikken. In juli 1988 werd een beleidsplan wedstrijdroeien gepresenteerd waarin als doel werd gesteld een bredere wedstrijdafdeling op te bouwen.
De nieuwe opzet van wedstrijdroeien zorgde ervoor dat Skøll in 1989 drie eerstejaars achten en in totaal 35 wedstrijdroeiers kon leveren.
Leden Leofwin Visman en Remko Schnieders behaalden in 1996 een bronzen medaille op het WK voor de Holland Acht "heren 2 met stuurman", de eerste WK-medailles voor de roeivereniging. Pieta van Dishoeck won in 1998 samen met roeipartner Eeke van Nes (Die Leythe) de WK in de dubbeltwee.
Pieta van Dishoeck roeide op de Olympische Spelen van 2000 in Sydney met Eeke van Nes in de dubbeltwee naar een tweede plaats en wist daarnaast ook in de "dames 8 met stuurvrouw" een zilveren medaille te winnen.
Op de Olympische Spelen van 2004 in Athene behaalde Matthijs Vellenga in de herenacht een zilveren plak en de damesacht met daarin Hurnet Dekkers, Nienke Hommes, Annemiek de Haan en Marlies Smulders een bronzen medaille. Maarten Tromp en Wolter Blankert behaalden in 2007 een gouden medaille op het WK.
Matthijs Vellenga wist in 2007 en 2008 met zijn team in de vierzonder het wereldbekerklassement te winnen en zich zo te plaatsen voor de Olympische Spelen in Peking, waar slechts een vierde plaats werd behaald in de halve finales. De damesacht met Annemiek de Haan en Marlies Smulders won zilver.
In zowel 2009 als 2010 werd Carline Bouw wereldkampioen in de dames vierzonder. Tycho en Vincent Muda hebben, na het brons in 2008 en het zilver in 2009, in 2010 de gouden medaille gepakt op het WK voor senioren tot 23 jaar.
In 2012 namen zeven leden van Skøll deel aan de Olympische Spelen van 2012 in Londen. Hierbij haalden Annemiek de Haan en Carline Bouw een bronzen medaille in de dames acht.
Op de Olympische Spelen van 2016 in Rio de Janeiro haalde Carline Bouw zilver in de dubbelvier. Hoofdcoach Peter Wiersum haalde brons als stuurman van de Holland Acht.
Tijdens de Olympische Spelen in 2021 in Tokio namen Jan van der Bij, Guillaume Krommenhoek, Bjorn van den Ende en Nika Vos deel aan het roeitoernooi. Voor het eerst sinds 1996 werden er tijdens die Olympische spelen geen medailles behaald door leden van Skøll.
De Olympische Spelen van 2024 in Parijs waren daarentegen zowel voor Skøll als voor Nederland de meest succesvolle. Lennart van Lierop en Benthe Boonstra haalden goud in respectievelijk de mannen dubbelvier en de vrouwen vierzonder. Van Lierop bezorgde Skøll daarmee het eerste Olympische goud in de geschiedenis van de vereniging. Jan van der Bij en Olav Molenaar behaalden met de Holland Acht een zilveren medaille.

## Evenementen
Het belangrijkste evenement waar Skøll (mede-)organisator van is, is de Koninklijke-Holland Beker. Dit is een tweedaagse internationale roeiwedstrijd in Nederland.
Daarnaast organiseert Skøll jaarlijks de Skøll Cup. Dit is een tweedaagse competitiewedstrijd waarop elk competitienummer start. Sinds 2006 is de Skøll Cup elk jaar door het NOOC tot beste competitiewedstrijd verkozen.

## Bekende (oud-)leden van Skøll
- Jan van der Bij
- Benthe Boonstra
- Carline Bouw
- Hurnet Dekkers
- Pieta van Dishoeck
- Bjorn van den Ende
- Annemiek de Haan
- Tim Heijbrock
- Ruben Hein
- Nienke Hommes
- Levi Heimans
- Arie Koomen
- Guillaume Krommenhoek
- Lennart van Lierop
- Olav Molenaar
- Tycho Muda
- Vincent Muda
- Lies Rustenburg
- Hans Sibbel
- Marlies Smulders
- Matthijs Vellenga
- Nika Vos